# Maxime Vachier-Lagrave
Maxime Vachier-Lagrave (MVL), (Nogent-sur-Marne, 21 oktober 1990) is een Frans schaker. Hij is grootmeester, een titel die hij behaalde in 2005, op zijn veertiende. Hij is op het ogenblik de veertiende schaker van de wereld.
- Hij was veelvoudig jeugdkampioen schaken van Frankrijk. Hij speelde in augustus 2005 bijvoorbeeld ook al in het toernooi om het kampioenschap van Frankrijk mee en eindigde daar op de derde plaats. Hij speelde in september 2005 mee in het 6e knock-outtoernooi voor meesters tot twintig jaar, dat in Lausanne werd verspeeld en werd daar zesde.
- Hij werd in augustus 2007 kampioen van Frankrijk door in een snelschaaktiebreak Vladislav Tkachiev te verslaan. Daarmee werd hij met 16 jaar[2] de op-een-na-jongste kampioen van Frankrijk ooit, 3 maanden ouder dan Étienne Bacrot toen die in 1999 kampioen van Frankrijk werd.
- In juli 2009 won hij het toernooi van Biel/Bienne, voor Aleksandr Morozevitsj en Vasyl Ivantsjoek.
- Vachier-Lagrave won in 2010 de kroongroep van Schaaktoernooi Hoogeveen, voor Sjirov, Giri en Tiviakov.
- Hij speelt sinds 2006 voor Frankrijk de schaakolympiade, waarvoor sinds 2010 aan het eerste bord.
- Hij doet sinds 2009 aan de wereldbeker schaken mee, waarmee spelers zich voor het Kandidatentoernooi kunnen kwalificeren.
- Hij speelde tijdens het Europees schaakkampioenschap voor landenteams in 2013 in Warschau voor Frankrijk mee. Frankrijk werd tweede.
- Hij speelde mee in snelschaak-toernooien en werd daarin in 2015 tweede tijdens de wereldkampioenschappen.
- In 2021 eindigde hij als tweede op het Wereldkampioenschap blitzschaak.[3]

## Externe koppelingen
- (en)   Informatie over schaakpartijen van Maxime Vachier-Lagrave op ChessGames.com
- (en)   Informatie over schaakpartijen van Maxime Vachier-Lagrave op 365chess.com
- (en)  FIDE-ratinggegevens voor Maxime Vachier-Lagrave